# Campeonato Sul-Americano de Basquetebol Feminino
O Campeonato Sul-Americano de Basquetebol Feminino é o disputa continental entre seleções  da América do Sul no naipe feminino, organizada pela Confederação Sul-Americana de Basquetebol, e desde 1946 o certame é realizado com frequência bianual. O torneio classifica os quatro melhores países para a Copa América e para o Torneio Pré-Olímpico.
Em 1946, foi realizado o primeiro Campeonato Sul-Americano, o anfitrião Chile venceu e o Brasil conquistou a medalha de prata
O Brasil é o maior campeão do torneio com 27 títulos, conquistando tal marca na edição de 2022 em solo argentino e seu primeiro título ocorreu na edição de 1954 em território brasileiro

## Desempenho por país
| Ordem | País      | Medalha de ouro | Medalha de prata | Medalha de bronze | Total |
| ----- | --------- | --------------- | ---------------- | ----------------- | ----- |
| 1     | Brasil    | 27              | 6                | 2                 | 35    |
| 2     | Chile     | 4               | 5                | 7                 | 16    |
| 3     | Argentina | 2               | 16               | 7                 | 25    |
| 4     | Paraguai  | 2               | 2                | 2                 | 6     |
| 5     | Peru      | 1               | 4                | 6                 | 11    |
| 6     | Colômbia  | 1               | 2                | 8                 | 11    |
| 7     | Venezuela | 0               | 1                | 2                 | 3     |
| 8     | Bolívia   | 0               | 1                | 1                 | 2     |
| 9     | Equador   | 0               | 0                | 2                 | 2     |